# Pleurostomatida
Ordre
Les Pleurostomatida sont un ordre de Ciliés de la classe des Gymnostomatea.

## Liste des familles
Selon GBIF (8 janvier 2023) :
- Amphileptidae Bütschli, 1889
- Kentrophyllidae Wu, Clamp, Yi, Li & Lin, 2015
- Litonotidae  Kent, 1882
- Loxophyllidae Foissner & Leipe, 1995
- Protolitonotidae Wu, Jiao, Shen, Yi, Li, Warren & Lin, 2017

## Systématique
L'ordre des Pleurostomatida a été créé en 1896 par le zoologiste et phycologue russe Wladimir Schewiakoff (1859-1930).